# Akippa
akippa株式会社は、大阪府大阪市浪速区のなんばパークスタワーに本社をおくベンチャー企業。2009年2月に金谷元気が合同会社ギャラクシーエージェンシーとして創業、2015年に社名変更。一般社団法人シェアリングエコノミー協会の理事・関西支部長。
駐車場シェアリングサービス『akippa（アキッパ）』を運営。
同社のミッションは、金谷の停電の経験から「電気のように必要不可欠なサービスを作りたい」と考え、「“なくてはならぬ”サービスをつくり、世の中の困りごとを解決する」と設定。

## 沿革
- 2009年2月　合同会社ギャラクシーエージェンシーを設立。
- 2011年4月　株式会社ギャラクシーエージェンシーへ改組。
- 2014年4月　駐車場予約アプリ『akippa』の提供を開始。
- 2014年12月　Infinity Ventures Summit Launch Padで優勝[4]。
- 2015年2月　社名をakippa株式会社に変更。
- 2016年12月　トヨタ自動車と提携したうえで、ファンドを通じて出資を受ける。
- 2018年5月　住友商事・日本郵政キャピタル・JR東日本スタートアップなどから事業資金を調達[5]。
- 2018年11月　『akippa』の累計会員数が100万人を突破。
- 2019年10月　SOMPOホールディングスから事業資金を調達[6]
- 2023年10月　日本の地方公共団体としては初めて、大阪府河内長野市との間で包括連携協定を締結[7]。
- 2023年11月　提携する駐車場へのEV充電器設置についてテラモーターズと連携開始[8]。
- 2024年7月『akippa』の累計会員数が400万人を突破。[3]
- 2024年7月　著書『番狂わせの起業法』（かんき出版）を発売。[3]

## 駐車場予約アプリ『アキッパ（akippa）』
アキッパは「駐車場は現地に行ってはじめて満車だとわかるので困る」という日常生活の困りごとから生まれたサービスである。
駐車場オーナーは契約されていない月極駐車場や個人宅の車庫・空き地・商業施設などの空きスペースを貸し出し、ドライバーはそのスペースを事前予約して利用できる駐車場のシェアリングサービス。2014年4月にサービスを開始し、全国に拡大。企業や自治体やスポーツチームと提携し、迷惑駐車や渋滞、駐車場を探しながら運転することによって生じるうろつき交通の削減など地域の交通課題に取り組んでいる。駐車場不足により浪費する排出ガスを削減し、脱炭素にも積極的。
Jリーガーを目指していた代表金谷の繋がりから、セレッソ大阪との提携を開始、スタジアム周辺での駐車場開拓を始めた。これによりサッカー観戦やイベント需要に強みを持つが、2020年3月の緊急事態宣言の影響により一時的に需要が減少した。その後通勤需要の取り込みに成功し、事業は回復した。
2022年2月には利用者を限定できる新サービス『akippa private』をリリース。分譲マンションや寮などの空き駐車場対策にも力を入れる。
2023年からは音楽フェス「LuckyFes」や「諏訪湖祭湖上花火大会」、「土浦全国花火競技大会」にて公式駐車場を運営。周辺の交通渋滞の改善に貢献した。2024年は「阿波おどり」など全国の花火大会やお祭りで駐車場の予約化を推進している。近年、台風や運営費の高騰により花火大会の中止が相次いでいる中で、駐車場の有料化により持続可能な大会運営を自治体に提案している。
代表の金谷は、Meta創業者でマーク・ザッカーバーグ氏と同級生であることから、同氏が事業展開するメタバース空間とは逆に「リアル」での人が会うことについての価値を感じ、駐車場を通じてビジョンである「リアルの“あいたい”を世界中でつなぐ」の実現を目指している。駐車場がEVの充電スポットや自動運転車のハブとなる未来を長期ビジョンに描いている。